# Wiardunek
Wiardunek, także wiardunk, czwartak, viertel, ferton, ferding (z niem. Vierding od łac. ferto) – średniowieczna jednostka miary masy, stosowana w Niemczech i w Polsce.
Wiardunek (około 49 g) odpowiadał 1/4 grzywny, „która ważyła 182,5 g (w XIV w. ok. 198 g) srebra, a w systemie groszowym wynosiła 48 groszy” i dzielił się na 6 skojców. Stosowano go najczęściej w obliczaniu czynszu pieniężnego (płacony rocznie w wysokości 1–1¼ wiardunku, zależnie od wielkości łanu).
Od XIV wieku stał się w Polsce również jednostką obrachunkową monet i odpowiadał 12 groszom. Wtedy, wskutek pomieszania pojęć karolińskiego i groszowego systemu monetarnego, zaczął być nazywany w Małopolsce solidem. W północnej Polsce solid oznaczał (podobnie jak w systemie karolińskim) 12 denarów.
Natomiast jako moneta bity był w XVI wieku w państewkach inflanckich, także ze znakiem pieniądza polsko-litewskiej Rzeczypospolitej (1573). Na wzór polskich w latach 1621-1702 wybijano również w Rydze półtoraki nazywane ferdingami.